# Contact sec
Un contact sec est un contact électrique sans différence de potentiel entre ses deux bornes, au contraire d’une résistance par exemple.
Par extension, on appelle ainsi un dispositif permettant de fermer (ou d'ouvrir) un contact à distance, en fonction d'un événement extérieur.